# Giovan Battista Marino
Giovan Battista Marino (1569-1625) fou un poeta italià que donà nom al moviment del marinisme, basat en l'exageració, l'ús de l'antítesi i els jocs conceptuals propis del barroc. El terme juga amb el cognom del fundador i el manierisme en què s'inspira.

## Biografia
Nascut a Nàpols en una família benestant, va conèixer de prop els cercles intel·lectuals italians, especialment els relacionats amb la literatura i la filosofia, mentre gaudia d'una joventut plena de plaers (fet que el va portar a enemistar-se amb el seu pare, advocat de renom). Després de diversos problemes amb la justícia mai aclarits del tot, emigrà cap a Roma, Torí i posteriorment París, on li arribà la fama literària com a poeta. Amb el triomf a l'estranger, pogué retornar a la seva ciutat natal abans de la seva mort.

## Estil
El seu estil pren els referents clàssics grecollatins i els adapta al gust barroc dominant a l'època, basat en una literatura recarregada, plena de recursos retòrics i jocs lingüístics per mostrar l'enginy i la cultura de l'autor. Barreja els temes cristians, mitològics, amorosos (amb influència d'Ovidi) i burlescs en les seves diferents composicions, fins i tot a una mateixa obra. Exalta el carpe diem i l'amor a la literatura.
Fou admirat per autors com Lope de Vega, Jean-Louis Guez de Balzac, Tristan l'Hermite o John Milton, entre d'altres. S'aprecia la seva petja en els moviments del preciosisme i del conceptisme, així com posteriorment en Benedetto Croce.

## Obres
- Le rime
- La lira
- L'Adone
- I panegirici
- La strage degli innocenti
- La Murtoleide
- Dicerie sacre